# Jean-Claude Trichet
Jean-Claude Trichet (n. 20 decembrie 1942, Lyon, Rhône⁠(d), Franța) este un înalt funcționar francez. După ce fusese director al Trezoreriei, din 1987 până în 1993, guvernator al Băncii Franței, din 1993 până în 2003, el a fost președinte al Băncii Centrale Europene, din 2003 până în 2011.

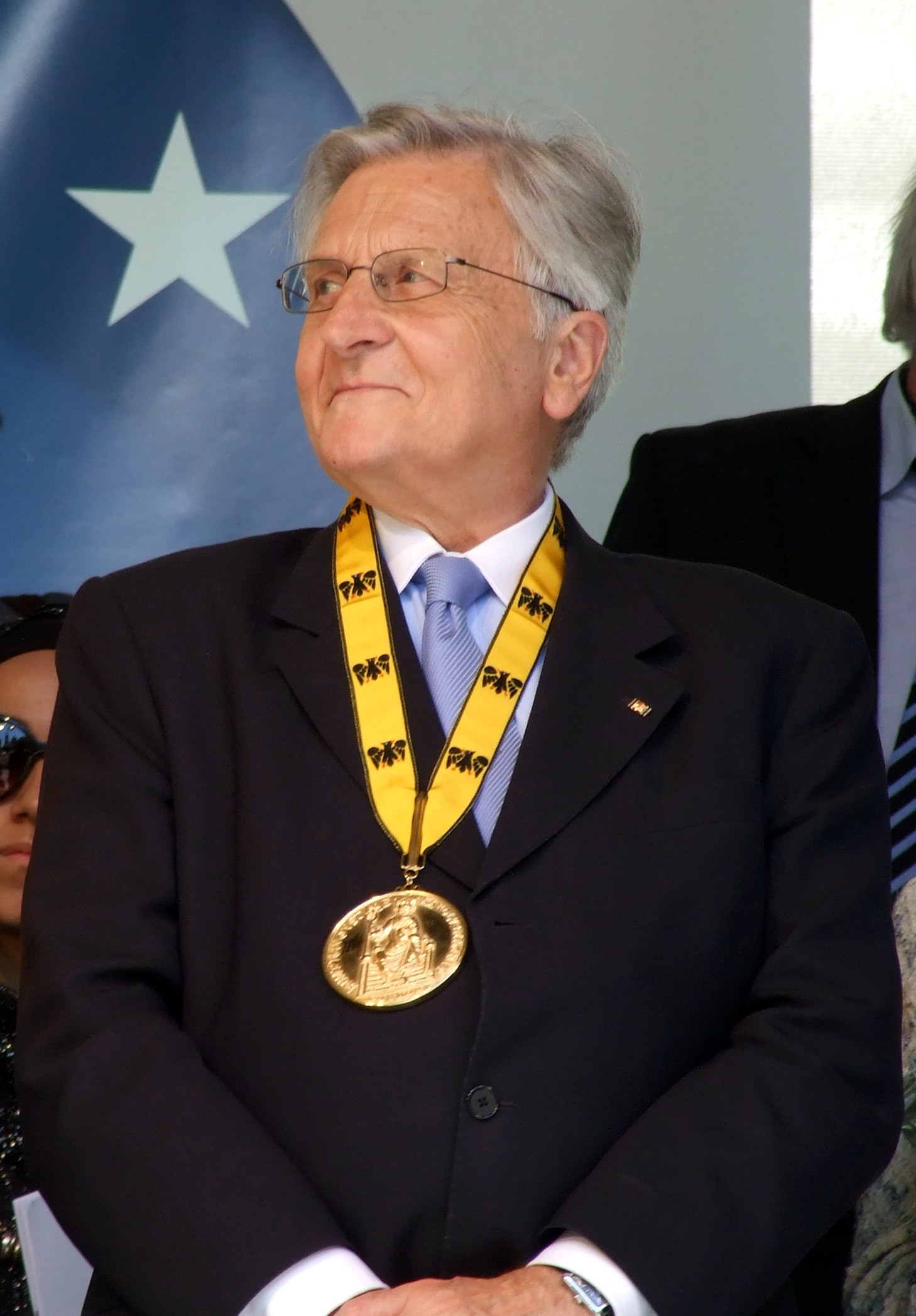
Jean-Calude Trichet, în ziua când a primit Premiul Carol cel Mare (2011)